# Alan Soñora
Alan Soñora (New Jersey, 1998. augusztus 3. –) amerikai válogatott labdarúgó, a mexikói Juárez középpályása.

## Pályafutása

### Klubcsapatokban
Soñora az amerikai New Jersey városában született. Az ifjúsági pályafutását az argentin Boca Juniors csapatában kezdte, majd az Independiente akadémiájánál folytatta.
2019-ben mutatkozott be az Independiente első osztályban szereplő felnőtt keretében. Először a 2020. február 22-ei, Gimnasia LP ellen 1–0-ra megnyert mérkőzés 85. percében, Andrés Felipe Roa cseréjeként lépett pályára. Első góljait 2021. augusztus 29-én, a Colón ellen hazai pályán 3–0-ás győzelemmel zárult találkozón szerezte meg. 2023. február 6-án a mexikói első osztályban érdekelt Juárezhez igazolt.

### A válogatottban
Soñora 2023-ban debütált az amerikai válogatottban. Először a 2023. január 26-ai, Szerbia ellen 2–1-re elvesztett mérkőzésen lépett pályára.

## Statisztikák
2023. április 29. szerint
| Klub          | Szezon   | Osztály          | Bajnokság | Bajnokság | Kupa  | Kupa | Nemzetközi | Nemzetközi | Összesen | Összesen |
| Klub          | Szezon   | Osztály          | Meccs     | Gól       | Meccs | Gól  | Meccs      | Gól        | Meccs    | Gól      |
| ------------- | -------- | ---------------- | --------- | --------- | ----- | ---- | ---------- | ---------- | -------- | -------- |
| Independiente | 2019–20  | Liga Profesional | 2         | 0         | 12    | 1    | 6          | 0          | 20       | 1        |
| Independiente | 2021     | Liga Profesional | 17        | 4         | 4     | 0    | 4          | 0          | 25       | 4        |
| Independiente | 2022     | Liga Profesional | 21        | 2         | 14    | 2    | 6          | 2          | 41       | 6        |
| Independiente | Összesen | Összesen         | 40        | 6         | 30    | 3    | 16         | 2          | 86       | 11       |
| Juárez        | 2022–23  | Liga MX          | 9         | 0         | 0     | 0    | —          | —          | 9        | 0        |
| Összesen      | Összesen | Összesen         | 49        | 6         | 30    | 3    | 16         | 2          | 95       | 11       |

### A válogatottban
| Válogatott       | Év       | Pályára lépés | Gól |
| ---------------- | -------- | ------------- | --- |
| Egyesült Államok | 2023     | 5             | 0   |
| Összesen         | Összesen | 5             | 0   |